# Вејверли (Мичиген)
Вејверли (енгл. Waverly) насељено је место без административног статуса у америчкој савезној држави Мичиген.

## Демографија
По попису из 2010. године број становника је 23.925, што је 7.731 (47,7%) становника више него 2000. године.
| Група             | 2000.          | 2010.          |
| Белци             | 12.769 (78,9%) | 17.117 (71,5%) |
| Афроамериканци    | 1.732 (10,7%)  | 3.313 (13,8%)  |
| Азијати           | 545 (3,4%)     | 1.014 (4,2%)   |
| Хиспаноамериканци | 739 (4,6%)     | 1.652 (6,9%)   |
| Укупно            | 16.194         | 23.925         |